# Kurjer
Kurjer (russisk: Курьер) er en sovjetisk spillefilm fra 1987 af Karen Sjakhnazarov.

## Medvirkende
- Fjodor Dunajevskij – Ivan
- Anastasija Nemoljaeva – Katja
- Oleg Basilashvili – Semjon Petrovitj
- Inna Tjurikova – Lidija Aleksejevna
- Aleksandr Pankratov-Tjornyj – Stepan Afanasjevitj